# Clarence Brown
Clarence Brown (født 10. maj 1890 i Clinton, Massachusetts, USA, død 17. august 1987 i Santa Monica, Californien, USA) var en amerikansk filminstruktør.
Brown er kendt som iscenesætter af flere Greta Garbo-film, bl.a. Anna Christie (1930) og Anna Karenina (1935). Brown var udpræget romantiker og sentimentalist i sin tilnærmning til filmmediet, noget som præger flere af Garbo-filmene og biografsucceser som The Rains Came (Og regnen kom, 1939), National Velvet (1944) og The White Cliffs of Dover (1944). Med Intruder in the Dust (1949), efter William Faulkners roman, engagerede han sig i kampen mod racisme.